# Theresienfeld (Arzberg)
Theresienfeld ist ein Gemeindeteil der Stadt Arzberg im Landkreis Wunsiedel im Fichtelgebirge (Oberfranken, Bayern).
Die Einöde liegt  nahe der Staatsstraße 2176 am östlichen Ausläufer des Kohlbergs und befindet sich circa zweieinhalb Kilometer südöstlich des Arzberger Stadtkerns. Direkt südlich schließt Heiligenfurt an.
Die Siedlung wurde um 1837 gegründet und erhielt ihren Namen nach der bayerischen Königin Therese. Das „Reuthgütlein“ war vermutlich zunächst eine Rodungsstelle im Wald und gehörte zur damaligen Gemeinde Haid.